# 川和自然公園
川和自然公園（かわわしぜんこうえん）は、群馬県多野郡上野村にある上野村立の公園。

## 概要
緑に包まれた渓流と自然環境の中の公園内は、リゾートエリア「天空回廊」として整備され、関東一の鍾乳洞「不二洞」、上野スカイブリッジ、まほーばの森などがあり、キャンプ場、バンガロー、トリムコースなどが設置されている。3月の最終日曜日には不二洞の春を告げる山開き、「不二洞弥生祭り」が行われる。
1977年（昭和52年）より川和自然公園事業として村営化され整備されてきた。1998年（平成10年）3月2日に株式会社上野振興公社が設立され、不二洞をはじめ川和自然公園を管理している。